# Hollende kleurling-arrest
Het Hollende kleurling-arrest, ook wel het Caribian Nights-arrest genoemd, (Hof Amsterdam 3 juni 1977, NJ 1978/601) is een arrest van het Amsterdams Gerechtshof dat betrekking heeft op het onrechtmatig verkregen bewijs.

## Casus
Wanneer twee met voet-surveillance belaste politiemannen op 14 oktober 1976 om tien voor half vier 's nachts over de Sint Olofspoort in Amsterdam ter hoogte van de Warmoesstraat lopen, komt hen een kleurling tegemoet rennen uit de richting van café Caribian Nights. Caribian Nights stond hen bekend als een verzamelplaats van gebruikers en handelaren van verdovende middelen. De agenten vermoeden dat de man drugs bij zich heeft en houden hem staande om hem te fouilleren. Hierbij valt op dat de kleurling zijn linkerhand voortdurend in zijn jaszak houdt, zodat bij de opsporingsambtenaren het vermoeden rijst, dat hij in die jaszak weleens verdovende middelen zou kunnen hebben. De verbalisanten houden de man aan als verdacht van het opzettelijk bezit van drugs en pakken hem vast om hem over te kunnen brengen naar het politiebureau Warmoesstraat. De arrestant verzet zich hevig en bijt een van de agenten in de rechterpols. Bij de worsteling haalt de kleurling zijn linkerhand uit zijn jaszak en laat een zilverpapiertje vallen. Het blijkt een wikkel met heroïne te zijn. De kleurling wordt gedagvaard wegens het bezit van 840 milligram heroïne en wegens wederspannigheid.

## Rechtsvraag
is het bewijs (de heroïne) op rechtmatige wijze verkregen? (Nee) 

## Procesgang
Ten laste werd gelegd:

I. hij op of omstreeks 14 okt. 1976 in de gemeente Amsterdam opzettelijk in zijn bezit, althans aanwezig heeft gehad ongeveer 840 milligram, in ieder geval een hoeveelheid diacetylmorfine, zoals bedoeld in art. 1, lid 1, onder h Opiumwet, ook wel heroine genoemd, en/of een zout van heroine zoals bedoeld in art. 2, lid 1, onder d Opiumwet;
II. hij op of omstreeks 14 okt. 1976 te Amsterdam, toen de in uniform geklede en ter plaatse politiedienst verrichtende marechaussee der eerste klasse N. en de agent van gemeentepolitie B. hem - verdachte - hadden aangehouden en vastgepakt, teneinde hem ten spoedigste over te brengen naar het politiebureau Warmoesstraat ter geleiding voor een hulpofficier van justitie, aangezien deze opsporingsambtenaren hem, X., verdachten van het opzettelijk in bezit, althans aanwezig hebben, van heroine, welk feit door deze opsporingsambtenaren op heterdaad was ontdekt, althans welke opsporingsambtenaren daartoe een redelijk vermoeden hadden, opzettelijk zich met geweld tegen die aldus in de rechtmatige uitoefening hunner bediening werkzame opsporingsambtenaren heeft verzet door toen daar daartoe opzettelijk gewelddadig te rukken en te trekken in een richting tegengesteld aan die waarin genoemde opsporingsambtenaren bezig waren hem verdachte te brengen en te geleiden en door genoemde B. in diens rechterpols te bijten;

Het hof vindt dat er geen redelijk vermoeden van schuld is als een kleurling hard komt aanlopen uit de richting van een als drugscafé bekendstaande horecagelegenheid. De agenten hadden de man dus niet staande mogen houden en fouilleren. Het hof concludeert dat de vondst van de heroïne onrechtmatig is geweest. Dat de kleurling zich tijdens zijn arrestatie heeft verzet kan hem ook niet verweten worden, hij hoefde zich de aan hem trekkende agenten niet te laten welgevallen.

O. met betrekking tot het onder II ten laste gelegde:
dat niet is gebleken dat de genoemde opsporingsambtenaren, toen zij verdachte als zodanig staande hielden en aan zijn kleding wilden gaan onderzoeken, op heterdaad hadden ontdekt dat verdachte heroine in bezit althans aanwezig had en evenmin dat zij daartoe een vermoeden hadden dat was gegrond op meer dan de volgende feiten en omstandigheden: dat zij op tijd en plaats voormeld een kleurling hard zagen lopen, komende uit de richting van het hun als verzamelplaats van handelaren en gebruikers van verdovende middelen bekende café Caribian Nights;
dat een en ander niet oplevert een redelijk vermoeden van schuld aan enig strafbaar feit als bedoeld in art. 27 Sv. en evenmin ernstige bezwaren waardoor dit optreden - staande houden en aan de kleding onderzoeken - rechtmatig zou zijn;
dat dit niet anders werd doordat verdachte zijn linkerhand in zijn linker jaszak bleef houden en N. en B. hierin aanleiding vonden hem vervolgens aan te houden en vast te pakken;
dat derhalve niet is bewezen dat voornoemde opsporingsambtenaren hierbij in de rechtmatige uitoefening van hun bediening werkzaam waren zodat verdachte van het hem onder II ten laste gelegde moet worden vrijgesproken;
O. met betrekking tot het onder I ten laste gelegde:
dat o.g.v. het hiervoren overwogene moet worden aangenomen dat het aantreffen door de verbalisanten N. en B. van de wikkel van zilverpapier welke heroïne bleek te bevatten het resultaat is geweest van een optreden van die verbalisanten waarbij de geldende wettelijke voorschriften niet met voldoende zorgvuldigheid in acht zijn genomen en hetwelk mitsdien niet rechtmatig kan worden geacht, namelijk:
1: een staande houden van X., zonder dat de daarvoor in art. 52 jo. 27 Sv. gestelde voorwaarde was vervuld dat hij - naar objectieve maatstaven - als "verdachte" mocht worden aangemerkt, en
2: een onderzoek aan de kleding, hetwelk werd aangevangen zonder dat de ingevolge art. 56, lid 1, Sv. en art. 9, lid 5, Opiumwet (oud) vereiste "ernstige bezwaren" tegen Bergwijn bestonden;
dat het Hof, gelet op het vorenstaande, van oordeel is dat bij gebreke van voldoende op rechtmatige wijze verkregen wettige bewijsmiddelen het onder I ten laste gelegde niet bewezen kan worden geacht;
O. dat verdachte derhalve zowel van het onder I als van het onder II ten laste gelegde moet worden vrijgesproken;enz.

De heroïnebezittende, agenten bijtende kleurling wordt van beide beschuldigingen vrijgesproken. 
In een soortgelijke zaak zes jaar later vindt het OM de rechters wel aan zijn kant. Bij het Damrak arrest wordt de 33-jarige Duitser Raymond Rudolf Joachim C. veroordeeld tot 2 jaar gevangenisstraf voor het overtreden van de Opiumwet en de Vuurwapenwet 1919. C. werd aangehouden door agenten die uit ervaring wisten dat in de gegeven situatie de kans dat ze met een zogenaamde drugsdeal te maken hadden groot was. De Hoge Raad kon zich vinden in dit oordeel en verwierp het beroep.